# Woods Hole Oceanographic Institution
Die Woods Hole Oceanographic Institution (WHOI) ist ein ozeanographisches Forschungsinstitut in Woods Hole, Massachusetts, und wurde 1930 gegründet.
Es vergibt Abschlüsse gemeinsam mit dem Massachusetts Institute of Technology.
Die Institution ist zu unterscheiden von dem getrennten Meeresbiologischen Laboratorium (Marine Biological Laboratory), das sich ebenfalls in Woods Hole befindet.
Das erste Forschungsschiff Atlantis des WHOI stand Pate für die Raumfähre Atlantis. Das Institut betreibt mehrere Forschungsschiffe, darunter die Neil Armstrong.